# Lauren McFall
Lauren McFall (Sacramento (Califórnia), 9 de fevereiro de 1980) é uma ex-nadadora sincronizada estadunidense, medalhista olímpica.

## Carreira
Lauren McFall representou seu país nos Jogos Olímpicos de 2004, ganhando a medalha de bronze por equipes. 